# This Woman’s Work: Anthology 1978–1990
This Woman’s Work: Anthology 1978–1990 – album kompilacyjny Kate Bush, wydany w roku 1990.

## O albumie
Wydawnictwo to składało się z dwóch płyt CD zawierających piosenki trudno dostępne, głównie pochodzące ze stron B singli, a także inne wersje znanych utworów. This Woman’s Work to także tytuł boxu wydanego w 1990 roku, w którego skład wchodziły obie powyższe płyty, a także wszystkie albumy studyjne.

## Lista utworów
CD 1
1. „The Empty Bullring” – 2:16
2. „Ran Tan Waltz” – 2:40
3. „Passing Through Air” – 2:03
4. „December Will Be Magic Again” – 3:11
5. „Warm and Soothing” – 2:43
6. „Lord of the Reedy River” – 2:42
7. „Ne t’enfuis pas” – 2:32
8. „Un Baiser d’Enfant” – 3:00
9. „Under the Ivy” – 2:10
10. „Burning Bridge” – 4:39
11. „My Lagan Love” – 2:30
12. „The Handsome Cabin Boy” – 3:11
13. „Not This Time” – 3:40
14. „Walk Straight Down the Middle” – 3:50
15. „Be Kind to My Mistakes” – 3:03

CD 2
1. „I’m Still Waiting” – 4:28
2. „Ken” – 3:48
3. „One Last Look Around the House Before We Go...” – 1:03
4. „Wuthering Heights” (New Vocal) – 4:57
5. „Experiment IV” – 4:21
6. „Them Heavy People” (Live) – 4:08
7. „Don’t Push Your Foot on the Heartbrake” (Live) – 3:39
8. „James and the Cold Gun” (Live) – 6:25
9. „L’Amour Looks Something Like You” (Live) – 2:43
10. „Running Up That Hill” (Maxi) – 5:46
11. „Cloudbusting” (The Organon Mix) – 6:32
12. „Hounds of Love” (Alternative) – 3:47
13. „The Big Sky” (Meteorological Mix) – 7:44
14. „Experiment IV” (12” Mix) – 6:37